# Julia Jones (cheffe d'orchestre)
Pour les articles homonymes, voir Julia Jones et Jones.
Julia Jones, née le 28 avril 1961 à Droitwich Spa (Royaume-Uni), est une cheffe d'orchestre anglaise.

## Biographie
Julia Jones est née le 28 avril 1961 à Droitwich Spa, au Royaume-Uni. Elle grandit sur l'Île de Man et étudie le piano, la clarinette et le chant, à l’école de musique de Chetham. Elle poursuit ses études musicales à l'Université de Bristol, en direction d'orchestre, piano, clarinette et clavecin, complétant ainsi son B. A. avec spécialisation en 1983. Ensuite elle étudie à la Guildhall School of Music and Drama, avec entre autres professeurs Paul Hamburger et Gordon Black et au National Opera Studio. Elle étudie également avec d’autres professeurs, tels Moshe Atzmon, Miklós Erdélyi, Ferenc Nagy et Erwin Acel.
Jones s'installe en Allemagne lorsqu'elle a une vingtaine d’années, pour prendre un poste de répétitrice à l'Opéra de Cologne,. Elle est également répétitrice à l'Opéra de Stuttgart. De 1991 à 1995, elle est kapellmeisterin et assistant de GMD Alicja Mounk, au théâtre municipal d’Ulm. De 1995 à 1997, elle occupe un second poste de kapellmeisterin au théâtre de Darmstadt. De 1998 à 2002, elle est cheffe d'orchestre principale du théâtre-opéra de Bâle. Son contrat initial, à Bâle, devait durer jusqu’à l'été 2003, mais elle démissionne en 2002, après des litiges avec les musiciens de l’orchestre symphonique de Bâle.
En 2008, Jones est nommée principale cheffe d'orchestre de l'Orquestra Sinfónica Portuguesa au Teatro Nacional de São Carlos et occupe ce poste jusqu’en 2011. En avril 2016, elle a été nommée directrice générale de la musique (Generalmusikdirektorin) de l'Orchestre symphonique de Wuppertal (Sinfonieorchester Wuppertal), qui comprend également la direction musicale de l'Opéra de Wuppertal (Wuppertaler Bühnen). Première femme chef d'orchestre nommée à Wuppertal, elle a signé un contrat initial de trois ans, à compter de la saison 2016-2017. En décembre 2020, Mme Jones a annoncé son intention de quitter ses fonctions à Wuppertal à la fin de la saison 2020-2021.